# Stazione meteorologica di Palermo Punta Raisi

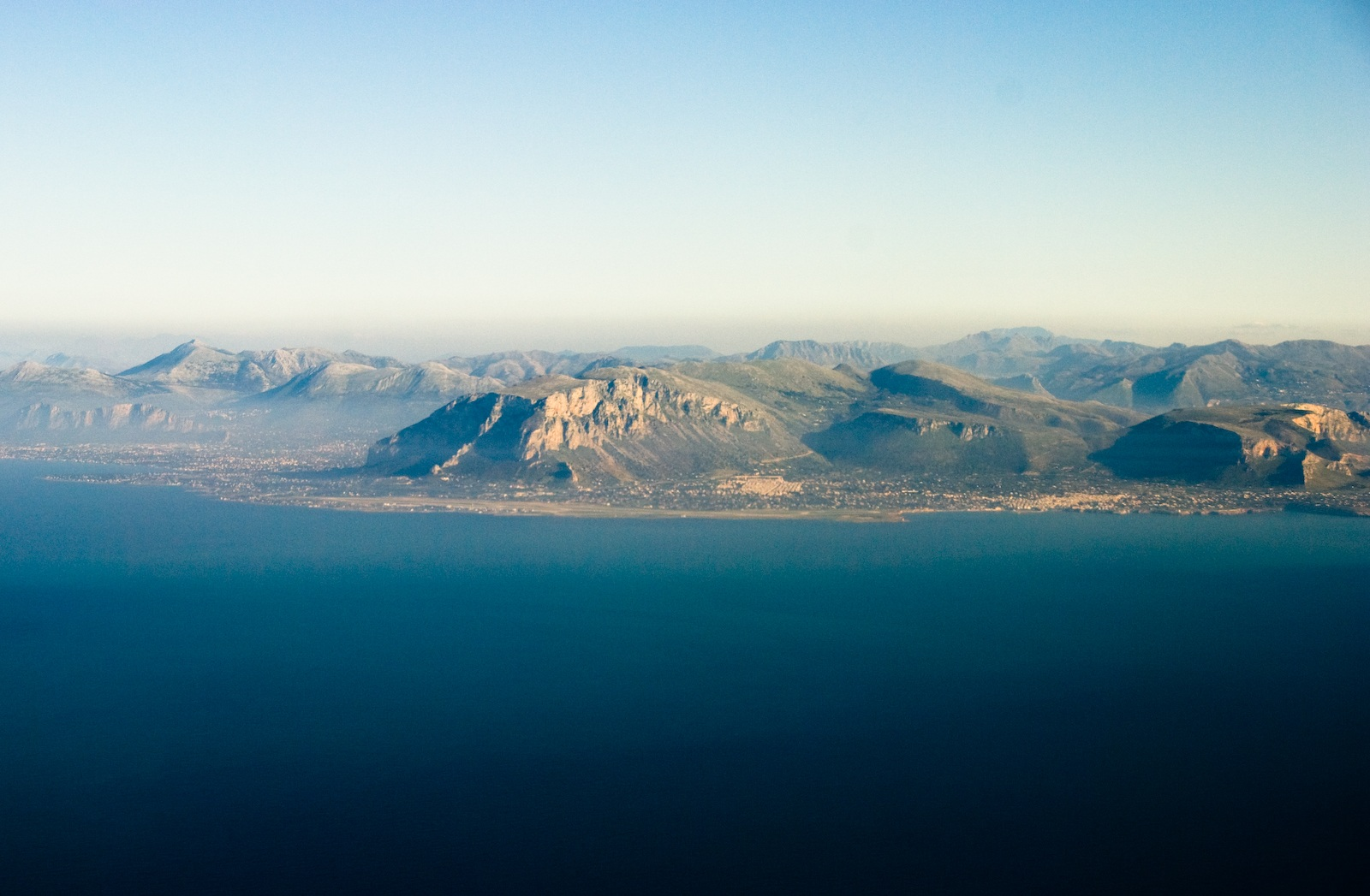
Veduta aerea dell'area di ubicazione della stazione meteorologica di Palermo Punta Raisi

La stazione meteorologica di Palermo Punta Raisi è la stazione meteorologica di riferimento per il Servizio Meteorologico dell'Aeronautica Militare e per l'Organizzazione Mondiale della Meteorologia, relativa all'area costiera a ovest della città di Palermo.

## Storia
La stazione meteorologica è entrata in funzione l'11 aprile 1960, a seguito della realizzazione dell'aeroporto di Punta Raisi. La stazione ha iniziato fin dal momento della sua attivazione l'emissione di messaggi SYNOP e SYREP, oltre ai METAR per l'assistenza alla navigazione aerea.

## Caratteristiche
La stazione meteorologica, gestita dall'ENAV, si trova nell'Italia insulare, in Sicilia, in provincia di Palermo, nel comune di Cinisi, presso l'aeroporto di Punta Raisi, a 34 metri s.l.m. e alle coordinate geografiche 38°10′50.14″N 13°05′46.87″E.

## Medie climatiche ufficiali

### Dati climatologici 1961-1990
In base alla media trentennale di riferimento (1961-1990) per l'Organizzazione Mondiale della Meteorologia, la temperatura media del mese più freddo, gennaio, si attesta a +12,5 °C; quella del mese più caldo, agosto, è di +26,7 °C. Da segnalare, la temperatura media annua, di 18,6 °C, tra le più elevate dell'intero territorio nazionale italiano, e l'escursione termica mediamente molto contenuta in ogni stagione. Nel trentennio esaminato, la temperatura minima assoluta ha toccato i +1,4 °C nel gennaio 1962 (media delle minime assolute annue di +4,3 °C), mentre la massima assoluta ha raggiunto i +44,0 °C nel giugno 1982 (media delle massime assolute annue di +37,6 °C).
La nuvolosità media annua si attesta a 3,6 okta giornalieri, con minimo di 1,5 okta giornalieri a luglio e massimo di 5 okta giornalieri a gennaio.
Le precipitazioni medie annue superano di poco i 600 mm e sono distribuite mediamente in 75 giorni; il minimo si verifica in primavera-estate e il picco in autunno-inverno.
L'umidità relativa media annua fa registrare il valore di 71,5% con minimo di 69% a luglio e massimi di 73% a dicembre e a gennaio.
Il vento presenta una velocità media annua di 5,4 m/s, con minimo di 4,4 m/s a luglio e massimo di 6,4 m/s a dicembre; le direzioni prevalenti sono di ostro tra ottobre e marzo, di ponente ad aprile e di grecale tra maggio e settembre.
| Palermo Punta Raisi (1961-1990) | Mesi        | Mesi        | Mesi        | Mesi        | Mesi        | Mesi        | Mesi        | Mesi        | Mesi        | Mesi        | Mesi        | Mesi        | Stagioni | Stagioni | Stagioni | Stagioni | Anno  |
| Palermo Punta Raisi (1961-1990) | Gen         | Feb         | Mar         | Apr         | Mag         | Giu         | Lug         | Ago         | Set         | Ott         | Nov         | Dic         | Inv      | Pri      | Est      | Aut      | Anno  |
| ------------------------------- | ----------- | ----------- | ----------- | ----------- | ----------- | ----------- | ----------- | ----------- | ----------- | ----------- | ----------- | ----------- | -------- | -------- | -------- | -------- | ----- |
| T. max. media (°C)              | 14,8        | 15,1        | 16,1        | 18,4        | 21,8        | 25,1        | 28,3        | 28,8        | 26,6        | 22,9        | 19,3        | 16,0        | 15,3     | 18,8     | 27,4     | 22,9     | 21,1  |
| T. min. media (°C)              | 10,2        | 10,1        | 10,9        | 12,9        | 16,0        | 19,7        | 22,9        | 23,6        | 21,5        | 17,8        | 14,3        | 11,5        | 10,6     | 13,3     | 22,1     | 17,9     | 16,0  |
| T. max. assoluta (°C)           | 25,6 (1962) | 29,4 (1977) | 30,2 (1981) | 34,6 (1985) | 38,2 (1988) | 44,0 (1982) | 40,6 (1985) | 40,8 (1987) | 40,6 (1988) | 33,0 (1985) | 31,0 (1968) | 24,8 (1989) | 29,4     | 38,2     | 44,0     | 40,6     | 44,0  |
| T. min. assoluta (°C)           | 1,4 (1962)  | 3,0 (1965)  | 2,4 (1973)  | 6,8 (1967)  | 10,4 (1987) | 14,2 (1990) | 18,9 (1969) | 18,2 (1975) | 13,0 (1971) | 8,0 (1974)  | 3,0 (1975)  | 2,6 (1986)  | 1,4      | 2,4      | 14,2     | 3,0      | 1,4   |
| Nuvolosità (okta al giorno)     | 5,0         | 4,8         | 4,4         | 4,1         | 3,3         | 2,5         | 1,5         | 1,7         | 2,8         | 3,9         | 4,4         | 4,9         | 4,9      | 3,9      | 1,9      | 3,7      | 3,6   |
| Precipitazioni (mm)             | 71,6        | 65,4        | 59,5        | 44,1        | 25,5        | 12,2        | 5,1         | 13,3        | 41,5        | 98,0        | 94,3        | 80,0        | 217,0    | 129,1    | 30,6     | 233,8    | 610,5 |
| Giorni di pioggia               | 10          | 10          | 9           | 6           | 3           | 2           | 1           | 2           | 4           | 8           | 9           | 11          | 31       | 18       | 5        | 21       | 75    |
| Umidità relativa media (%)      | 73          | 72          | 72          | 72          | 72          | 71          | 69          | 71          | 72          | 71          | 70          | 73          | 72,7     | 72       | 70,3     | 71       | 71,5  |
| Vento (direzione-m/s)           | S 6,2       | S 6,3       | S 5,9       | W 5,6       | NE 4,8      | NE 4,5      | NE 4,4      | NE 4,5      | NE 4,6      | S 5,0       | S 6,0       | S 6,4       | 6,3      | 5,4      | 4,5      | 5,2      | 5,4   |

## Valori estremi

### Temperature estreme mensili da maggio 1960 ad oggi
Nella tabella sottostante sono riportati i valori delle temperature estreme mensili dall'inizio delle osservazioni, avvenuto l'11 aprile 1960, ad oggi, con il relativo anno in cui sono state registrate. Nel periodo esaminato, la temperatura minima assoluta ha toccato i +1,4 °C il 31 gennaio 1962, mentre la massima assoluta ha raggiunto i +44,3 °C il 18 agosto 2022.
| Palermo Punta Raisi (1960-2023) | Mesi        | Mesi        | Mesi        | Mesi        | Mesi        | Mesi        | Mesi        | Mesi        | Mesi        | Mesi        | Mesi        | Mesi        | Stagioni | Stagioni | Stagioni | Stagioni | Anno |
| Palermo Punta Raisi (1960-2023) | Gen         | Feb         | Mar         | Apr         | Mag         | Giu         | Lug         | Ago         | Set         | Ott         | Nov         | Dic         | Inv      | Pri      | Est      | Aut      | Anno |
| ------------------------------- | ----------- | ----------- | ----------- | ----------- | ----------- | ----------- | ----------- | ----------- | ----------- | ----------- | ----------- | ----------- | -------- | -------- | -------- | -------- | ---- |
| T. max. assoluta (°C)           | 25,6 (1962) | 29,4 (1977) | 34,7 (2001) | 34,6 (1985) | 39,9 (2020) | 44,0 (1982) | 44,0 (2023) | 44,3 (2022) | 40,6 (1988) | 37,5 (2020) | 31,0 (1968) | 26,7 (2010) | 29,4     | 39,9     | 44,3     | 40,6     | 44,3 |
| T. min. assoluta (°C)           | 1,4 (1962)  | 2,4 (2008)  | 2,4 (1973)  | 5,8 (1995)  | 9,0 (1960)  | 13,3 (2006) | 16,0 (1960) | 17,9 (2006) | 13,0 (1971) | 8,0 (1974)  | 5,1 (1998)  | 1,6 (1988)  | 1,4      | 2,4      | 13,3     | 5,1      | 1,4  |